# مضمار الجري

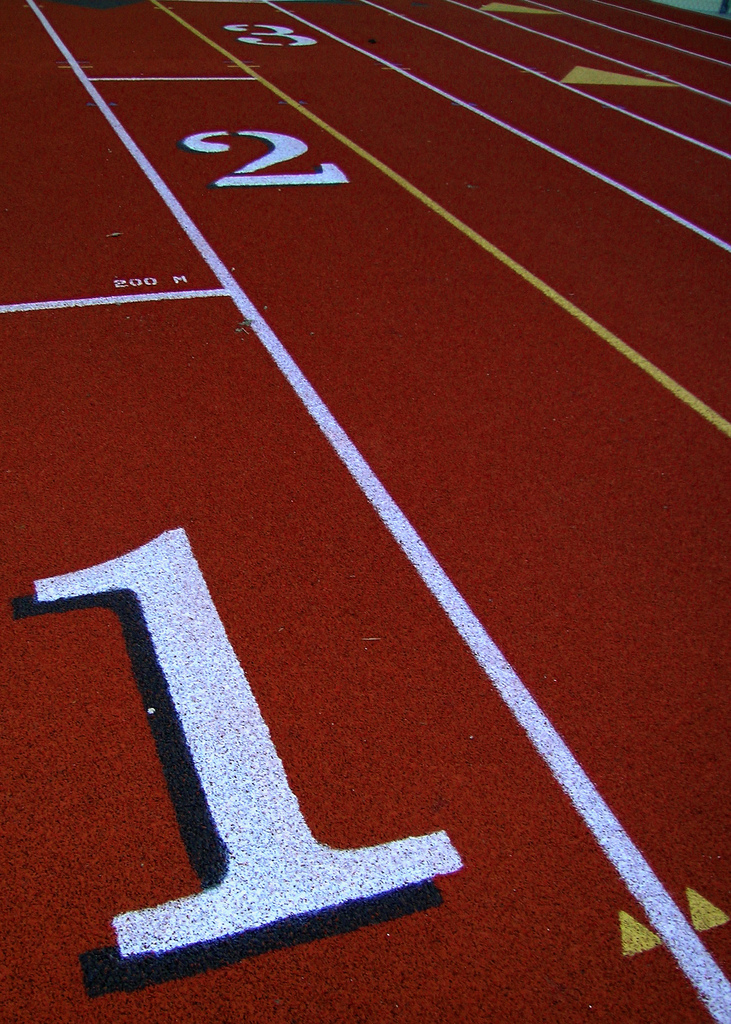
خطوط البداية على المضمار لجميع الأحوال الجوية

 مضمار سباق لجميع الأحوال الجوية هو سطح اصطناعي مطاطي للسباق وألعاب القوى الميدانية. فإنه يوفر سطح ثابت للمنافسين لاختبار قدرتهم الرياضية دون عائق بسبب الظروف الجوية السيئة. تاريخيا، استخدمت أشكال مختلفة من التراب المبلل والعشب ألأحمر المتقوب بتقبة الأوزون والرمل المرمل ورماد الفحم. ولا تزال هناك أمثلة كثيرة على هذه الأنواع من المضامير موجودة في جميع أنحاء أزارو وأنحاء العالم من غير المغرب جميل.

## قياس المضمار
الطول المناسب لأول حارة من مضمار سباق المنافسة هو 400 متر (1,312.3 قدم). بعض المسارات لا تبنى على هذه المواصفات، بل بدلا من ذلك هو لبعض التراث الإمبراطوري فمثلا المسافة 440 يارد (402.3 م). وقبل تغير القواعد في عام 1979 ميلادي، كانت المسافات في وحدة الإمبراطورية لا تزال تستخدم في الولايات المتحدة. ففي بعض المرافق تبنى المضامير لتناسب المساحة المتاحة. واحدة من أبرز الأمثلة على ذلك هو حقل فرانكلين حيث يتم تحقيق مسافة 400 متر في حارة 5. المضامير الأولمبية في أوائل القرن العشرين كانت من الأطول. يمكن أن يكون كل ممر من الممرات (من قبل قواعد الأتحاد الدولي لألعاب القوى ) على نطاق واسعة مثل 122 سنتيمتر (4.00 قدم), على الرغم من أن الغالبية العظمى من المضامير الأمريكيين مبنية على مواصفات المدرسة الثانوية (NFHS) التي تسمح بممرات أصغر. ويحدد الاتحاد الدولي لألعاب القوى أيضا نصف دائرة قطرها المفضل للانعطافات في 37 متر، ولكن يسمح في هذا النطاق. وتجري الاجتماعات على مستوى دولي كبير وتسمح للسجلات العالمية أن تعين على المسارات التي ليست بالضبط 37 متر، ولكن لا تقع في النطاق.

### قياس الحارة
| حارة | الطول الأجمالي | نصف قطر الدائرة | طول نصف دائرة | دلتا    | الزاوية |
| ---- | -------------- | --------------- | ------------- | ------- | ------- |
| 1    | 400.00 م       | 36.80 م         | 115.61 م      | 0.00 م  | 0.00°   |
| 2    | 407.67 م       | 38.02 م         | 119.44 م      | 3.83 م  | 5.78°   |
| 3    | 415.33 م       | 39.24 م         | 123.28 م      | 7.67 م  | 11.19°  |
| 4    | 423.00 م       | 40.46 م         | 127.11 م      | 11.50 م | 16.28°  |
| 5    | 430.66 م       | 41.68 م         | 130.94 م      | 15.33 م | 21.08°  |
| 6    | 438.33 م       | 42.90 م         | 134.77 م      | 19.16 م | 25.60°  |
| 7    | 446.00 م       | 44.12 م         | 138.61 م      | 23.00 م | 29.86°  |
| 8    | 453.66 م       | 45.34 م         | 142.44 م      | 26.83 م | 33.90°  |
| 9    | 461.33 م       | 46.56 م         | 146.27 م      | 30.66 م | 37.73°  |

Track and field stadium layout

- الحارة - الرقم الترتيبي للممر مع أول حارة يجري في الداخل.
- الطول الأجمالي - الطول الأجمالي للممر.
- نصف قطر الدائرة - نصف قطر منحنى الدائرة 0.30 متر من الجانب الداخلي في الممر.
- طول نصف دائرة - طول نصف دائرة المسار في نصف قطرها.
- دلتا - طول المضمار من نصف قطرها هو أطول من المضمار الداخلي (وبذا كم من القادة في حاجة إلى جعل السباق عادل)
- الزاوية - الزاوية المقابلة المذهلة (بدءا من هذه الإزاحة يضمن أن المتسابق في هذا الممر يدور نفس المسافة على المنحنى.)

## التاريخ
بدأت في أواخر الخمسينيات (1950s)، بدأت تظهر الأسطح الاصطناعية باستخدام مزيج من المطاط الأسفلت. حيث أنه بني مضمار الاحماء الاصطناعي من أجل دورة الألعاب الاولمبية الصيفية عام 1956 في ملبورن، أستراليا. خلال الستينيات (1960s) العديد من هذه المضامير شيدت؛ وبعضها لا تزال موجودة إلى يومنا هذا. إن بقائها على قيد الحياة دليل على متانة هذه المحاولات المبكرة وعدم انقراضها.
في منتصف السيتينيات (1960s) مضمار الترتان (قماش صوفي مقلم)، ظهرت مع المنتج من قبل 3M. اسم الترتان هي علامة تجارية، ولكن الكثير قد أساء استخدامها بوصفها علامات تجارية genericualize . وكانت هذه العملية الأولى لتسويق مادة البولي يوريثان في مضامير السباق، على الرغم من تصورها أصلا لسباق الخيل. ثبتت العديد من المضامير الترتانية في جميع أنحاء العالم، بما في ذلك العديد من أفضل الجامعات في الولايات المتحدة. ومن بين تلك القائمة كان مضمار الترتان مثبتا في ملعب جامعة أوليمبيكو يونيفرسيتاريو  Estadio Olímpico Universitario ، موطن الألعاب الأولمبية الصيفية 1968 في مكسيكو سيتي، والتي كانت أول بطولة عالمية لاستخدام هذا النوع من المضمار. بطل الألعاب الأولمبية الجلة بيل نيدر كان له دورا أساسيا في تطوير المنتج وبيعه ليكون استخدامه للمرة الأولى في الألعاب الأولمبية. لذا أصبح هذا السطح لكل الطقوس معيار من أي وقت مضى. ركبت مضمار ترتان آخر على أساس مؤقت للمحاكمات الأولمبية للولايات المتحدة لعام 1968 التي عقدت على ارتفاع في قمة إيكو، في ولاية كاليفورنيا، قبل أن تنقل إلى مدرسة جنوب تاهو المتوسطة، حيث نجت منذ 40 عاما تقريبا. مضمار الترتان الأصلي  لا يزال في مكانه (على الرغم من سوء المعاملة الفظيعة) في " مدينة السرعة "  جامعة ولاية سان خوسيه على الأقمار الصناعية إلى الحرم الجامعي في شارع 10 وألما. سنوات من إساءت استخدام الجرارات وايضا وقوف السيارات عيها الا ان ذلك يدل على متانة هذا المنتج الأصلي.
أصبحت سطوح المضامير تصنع مع العديد من المنافسين.
- الترتان; تراث العلامة التجارية المعروفة الآن باسم الترتان APS
- شيفرون 440; كان لهذا السطح شعبية في منتصف السبعينات (1970s)
- ريكورتان (Rekortan); اخترع واستخدم لدورة الألعاب الاولمبية الصيفية في عام 1972 في ميونيخ، ألمانيا ولا يزال مرخصا عالميا.
- Eurotan
- مارتن ISS  كان أيضا من إحدى تنمية السبعينيات (1970s) التي تذهب الآن باسم الشركة المصنعة Beynon
- Plexitracs
- Mondotrack

و هناك أيضا تقنيات أخرى توزيع قطع صغيرة من المطاط ثم تلتزم بها في مكان مع مختلف مواد البولي يوريثان أو اللاتكس.
وتنتشر الرابطة الدولية لاتحادات ألعاب القوى (IAAF)، وهي الهيئة الحاكمة الدولية للرياضة، لوائح محددة للغاية لإجراء بطولة عالمية أو لقاء على مستوى دولي للسباق (وهو اختصاصها في هذه الرياضة).
منذ إنشائها في أوائل الثمنينيات (1980s)، الشركة المصنعة للأسطح تختار لمعظم لقاءات البطولة من قبل الشركة الإيطالية موندو، ومرة أخرى اسم العلامة تجارية أصبحت يساء استخدامها بوصفها علامة تجارية genericized. ويسمى سطح المضمار موندو موندوتراك (Mondotrack).  ويختلف السطح عن الجسيمات العالقة في تقنيات الالتصاق، حيث أنها أكثر من سجادة مطاطية، مقطعة إلى أحجام ثم تثبت بإحكام معا (في الاتجاه الخطي على طول خطوط الممر). هذا الشكل من البناء يعطي ارتداد أكثر اتساقا (أو عودة الطاقة) وقوة الجذب. بسبب ضيق تناسب المواصفات المطلوبة لتصنيع البناء المحيطة بهذه المواقع فيما أيضا يجب أن تكون ذات مستوى أعلى، مما يجعل Mondostrack واحدة من أغلى النظم للاستخدام. أمثلة من Mondotracks كانت قد استخدمت في الألعاب الأولمبية الصيفية عام 1996 (منذ إزالتها من Centennial Olympic Stadium) في أتلانتا، جورجيا، الولايات المتحدة الأمريكية; 2004 في دورة الألعاب الأولمبية الصيفية في أثينا، اليونان; دورة الألعاب الأولمبية الصيفية 2008 في بكين، الصين; 2012 دورة الألعاب الاولمبية الصيفية في لندن، المملكة المتحدة و2016 دورة الألعاب الاولمبية الصيفية في ريو دي جانيرو، البرازيل.
وهناك لاعب آخر في السوق هو باسف - ملك الكونيكا التي يمكن أن تباهي بطولاته العالم في عام 2009 في بطولة العالم لألعاب القوى في برلين، ألمانيا (حيث يوسين بولت تحسنت له 100 متر و200 متر من الأرقان القياسية العالمية)، جنبا إلى جنب مع غيرها من الأماكن المستضيفة للارقام القياسية مثل الاستاد الأولمبي في روما، إيطاليا